# Guido Alvarenga
Guido Alvarenga (* 24. srpen 1970) je bývalý paraguayský fotbalista.

## Reprezentace
Guido Alvarenga odehrál 24 reprezentačních utkání. S paraguayskou reprezentací se zúčastnil Mistrovství světa 2002.

## Statistiky
| Paraguay | Paraguay | Paraguay |
| Roky     | Záp.     | Góly     |
| -------- | -------- | -------- |
| 1995     | 1        | 0        |
| 1996     | 0        | 0        |
| 1997     | 0        | 0        |
| 1998     | 0        | 0        |
| 1999     | 5        | 0        |
| 2000     | 2        | 0        |
| 2001     | 8        | 2        |
| 2002     | 3        | 0        |
| 2003     | 5        | 1        |
| Celkem   | 24       | 3        |